# Список персонажей телесериала «Люк Кейдж»
«Люк Кейдж» — американский интернет-сериал, созданный для Netflix Чео Ходари Кокером на основе одноимённого персонажа Marvel Comics. Действие происходит в Кинематографической вселенной Marvel (КВМ), разделяя непрерывность с фильмами франшизы, и он является третьим в серии шоу, которые ведут к сериалу-кроссоверу «Защитники». 
Майк Колтер исполняет роль Люка Кейджа, бывшего заключённого со сверхчеловеческой силой и непробиваемой кожей, который теперь борется с преступностью. Также в сериале снимаются Симон Миссик, Тео Росси, Розарио Доусон и Элфри Вудард. Колтер повторяет свою роль из сериала «Джессика Джонс», в то время как Доусон возвращается в роли Клэр Темпл, появившись до этого в других сериалах Marvel от Netflix. Махершала Али и Эрик ЛяРэй Харви также снялись в первом сезоне, в то время как Габриэль Деннис и Мустафа Шакир присоединились к актёрскому составу во втором сезоне. В дополнение к оригинальным персонажам, несколько других персонажей, основанных на различных работах Marvel, также появляются на протяжении всего сериала.

## Участие
| Персонаж                              | Актёр                  | Появления                      | Появления          | Появления          |                    |
| Персонаж                              | Актёр                  | Первый эпизод                  | Сезон 1            | Сезон 2            |                    |
| Основные персонажи                    | Основные персонажи     | Основные персонажи             | Основные персонажи | Основные персонажи | Основные персонажи |
| ------------------------------------- | ---------------------- | ------------------------------ | ------------------ | ------------------ | ------------------ |
| Карл Лукас Люк Кейдж                  | Майк Колтер            | «Момент истины»                | Постоянно          | Постоянно          |                    |
| Мисти Найт                            | Симон Миссик           | «Момент истины»                | Постоянно          | Постоянно          |                    |
| Эрнан Альварес Шейдс                  | Тео Росси              | «Момент истины»                | Постоянно          | Постоянно          |                    |
| Корнелл Стоукс Щитомордник            | Махершала Али          | «Момент истины»                | Постоянно          | Архивное           |                    |
| Уиллис Страйкер Гремучник             | Эрик ЛяРэй Харви       | «Манифест»                     | Постоянно          | Does not appear    |                    |
| Клэр Темпл                            | Розарио Доусон         | «Просто получить репутацию»    | Постоянно          | Гость              |                    |
| Мэрайя Диллард Стоукс                 | Элфри Вудард           | «Момент истины»                | Постоянно          | Постоянно          |                    |
| Тильда Джонсон                        | Габриэль Деннис        | «Выяснение отношений»          | Does not appear    | Постоянно          |                    |
| Джон Макивер Бушмастер                | Мустафа Шакир          | «Брат по духу #1»              | Does not appear    | Постоянно          |                    |
| Коллин Винг                           | Джессика Хенвик        | «Срыв»                         | Does not appear    | Постоянно          |                    |
| Дэнни Рэнд Бессмертный Железный кулак | Финн Джонс             | «Основной ингредиент»          | Does not appear    | Постоянно          |                    |
| Блейк Тауэр                           | Стивен Райдер          | «Теперь ты мой»                | Гость              | Постоянно          |                    |
| Второстепенные персонажи              |                        |                                |                    |                    |                    |
| Бобби Фиш                             | Рон Сефас Джонс        | «Момент истины»                | Периодически       | Периодически       |                    |
| Рафаэль Скарф                         | Фрэнк Уэйли            | «Момент истины»                | Повторяющийся      | Гость              |                    |
| Лонни Уилсон                          | Дариус Калеб           | «Момент истины»                | Повторяющийся      | Гость              |                    |
| Доминго Колон                         | Джейкоб Варгас         | «Момент истины»                | Повторяющийся      | Does not appear    |                    |
| Конни Лин                             | Джейд Ву               | «Момент истины»                | Повторяющаяся      | Гость              |                    |
| Кэндис Миллер                         | Дебора Айоринде        | «Момент истины»                | Повторяющаяся      | Does not appear    |                    |
| Марк Бэйли                            | Джастин Суэйн          | «Момент истины»                | Повторяющийся      | Повторяющийся      |                    |
| Зип                                   | Джейден Кейн           | «Момент истины»                | Повторяющийся      | Does not appear    |                    |
| Шугар                                 | Шон Рингголд           | «Момент истины»                | Повторяющийся      | Гость              |                    |
| Меган Макларен                        | Дон-Лиэн Гарднер       | «Момент истины»                | Повторяющаяся      | Does not appear    |                    |
| Дэйв «Д.В.» Гриффит                   | Джеремайя Ричард Крафт | «Момент истины»                | Повторяющийся      | Повторяющийся      |                    |
| Команч                                | Томас К. Джонс         | «Шаг на арену»                 | Гость              | Повторяющийся      |                    |
| Ноа Бёрстин                           | Майкл Кострофф         | «Шаг на арену»                 | Повторяющийся      | Does not appear    |                    |
| Темби Уоллес                          | Тихуана Рикс           | «Сосункам нужны телохранители» | Повторяющаяся      | Гость              |                    |
| Алекс Уэсли                           | Джон Кларенс Стюарт    | «Сосункам нужны телохранители» | Повторяющийся      | Повторяющийся      |                    |
| Присцилла Ридли                       | Карен Питтман          | «Манифест»                     | Повторяющаяся      | Does not appear    |                    |
| Бенджамин Донован                     | Дэнни Джонсон          | «Манифест»                     | Гость              | Повторяющийся      |                    |
| Джеймс Лукас                          | Редж Э. Кэти           | «Брат по духу #1»              | Заменяющий         | Повторяющийся      |                    |
| Рэймонд «Пиранья» Джонс               | Чаз Ламар Шеперд       | «Брат по духу #1»              | Does not appear    | Повторяющийся      |                    |
| Шелдон                                | Кевин Мамбо            | «Брат по духу #1»              | Does not appear    | Повторяющийся      |                    |
| Стефани Миллер «Билли»                | Тара Роджерс           | «Брат по духу #1»              | Does not appear    | Повторяющаяся      |                    |
| Том Риденауэр                         | Питер Джей Фернандес   | «Брат по духу #1»              | Does not appear    | Повторяющийся      |                    |
| Нанди Тайлер                          | Антоник Смит           | «Выяснение отношений»          | Does not appear    | Повторяющаяся      |                    |
| Пол «Ананси» Макинтош                 | Сар Нгауджа            | «Выяснение отношений»          | Does not appear    | Повторяющийся      |                    |
| Ингрид Макинтош                       | Хэзер Алиша Симмс      | «Срыв»                         | Does not appear    | Повторяющаяся      |                    |

1. 1 2 3  Хотя он и указан как член основного состава, этот актёр появляется только в одном эпизоде в сезоне.

## Главные герои

### Карл Лукас / Люк Кейдж

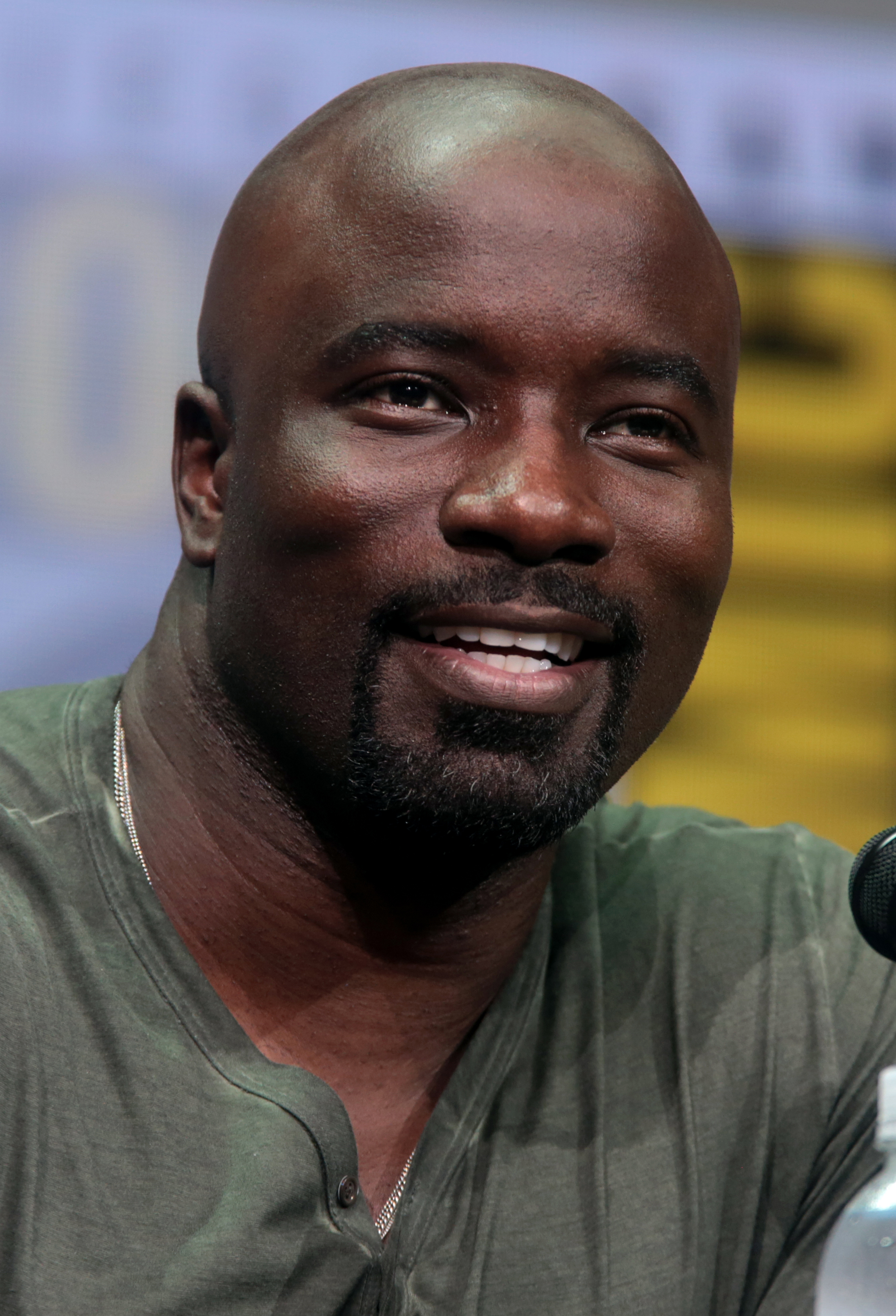
Майк Колтер

Карл Лукас (актёр — Майк Колтер) — бывший заключённый, получивший сверхчеловеческую силу и непроницаемую кожу, который теперь борется с преступностью под именем Люк Кейдж.
К ноябрю 2014 года Лэнс Гросс, Колтер и Клео Энтони претендовали на роль Люка Кейджа, которая была повторяющейся ролью в сериале «Джессика Джонс», прежде чем он станет главным героем сериала «Люк Кейдж». Колтер был утверждён на эту роль в следующем месяце, как один из главных героев обоих сериалов. Он подписал контракт на два шоу, не читая никаких сценариев. Колтер не торопился подписывать контракт из-за изображения персонажа в комиксах, с которыми он уже был знаком, сказав: «Когда я увидел тиару, все материалы blacksploitation 1970-х, я подумал: „О Боже мой…“ Но они заверили меня: „…мы делаем современную версию“.»
Колтер обсудил различия в своём изображении в двух сериалах, сказав: «Ты не всегда один и тот же человек среди всех, кого ты знаешь… возможно, вы не обязательно будете вести себя со своей мамой так же, как со своей женой, начальником или братьями по студенческому братству». В «Джессике Джонс» Кейдж был уязвим и «находился в некотором свободном падении», но в «Люке Кейдже» «он пытается перегруппироваться и пытается понять, каким будет его следующий шаг. И затем события, которые происходят в первых нескольких эпизодах, заводят его, они толкают его к действию». Говоря о расовом факторе при игре персонажа, Колтер сказал: «Подход к персонажу для меня больше связан с человеческими качествами и вещами, которые движут Люком Кейджом… затем сценаристы должны решить, использовать ли расу персонажа, если в этом есть какой-то смысл. Но я не смотрю на это как на что-то, к чему я должен готовиться по-другому… это скорее отступление». Колтер набрал 30 фунтов (14 кг) мускулатуры для этой роли. Дэвид Остин исполняет роль молодого Лукаса, а Клифтон Катрари — Лукаса-подростка.
Описывая Кейджа, Колтер сказал: «Он герой нашего района, очень сильно связанный с Нью-Йорком и Джессикой Джонс. Всё это часть Кинематографической вселенной Marvel, но Люк Кейдж — более мрачный, суровый и осязаемый персонаж, чем Железный человек или Тор… У него есть эти способности, но он не уверен, как и когда их использовать». Позже, уточняя, Колтер сказал: «Он человек эпохи возрождения, он пытается стать лучше, и есть что сказать о ком-то, кто всегда пытается стать лучше, пытается измениться». Колтер отметил, что в сериале используется крылатая фраза персонажа «Sweet Christmas», сказав: «Я боялся этой фразы, но на самом деле она так хорошо подходит, я не знаю почему, я не знаю, почему она так хорошо подходит в уста Люка». Однако эта фраза используется редко, поскольку персонаж часто «предпочитает вместо этого задумчивое молчание»; композитор Эдриан Янг сказал: «Он чернокожий супергерой, но он другой тип чернокожего альфа-самца. Он не напыщенный. Вы редко увидите современного чернокожего персонажа мужского пола, который был бы одухотворённым и умным».

### Корнелл «Щитомордник» Стоукс

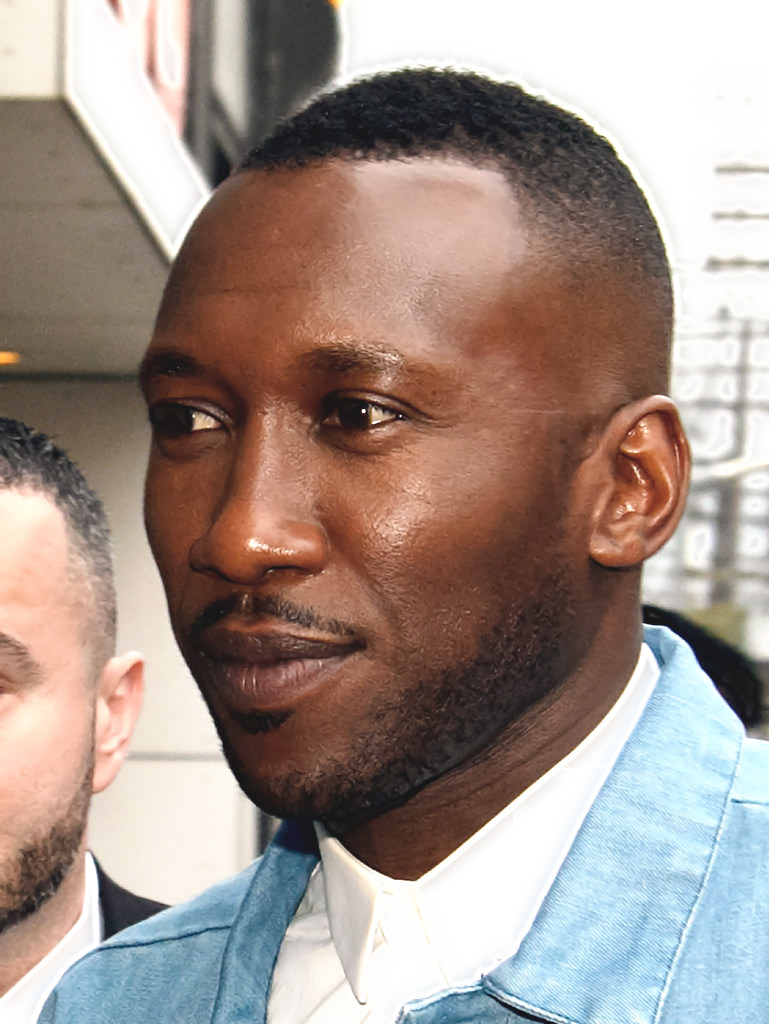
Махершала Али

Корнелл «Щитомордник» Стоукс (актёр — Махершала Али) — владелец ночного клуба «Гарлемский рай» и двоюродный брат Мэрайи Диллард, которая занимается незаконными операциями. Позже он был убит разъярённой Мэрайей, которая сначала обвинила Люка Кейджа в убийстве, а позже переложила вину на Гремучника.
В сентябре 2015 года Али присоединился к актёрскому составу в роли Стоукса, несмотря на то, что знал, что персонаж умрёт в начале сериала. Он сравнил этот опыт со «съёмками фильма, а не вступлением в очередной брак, который никогда не знаешь, как долго продлится», объяснив, что, когда Netflix обратился к нему «по поводу „Люка Кейджа“, они дали мне сюжет, и впервые я почувствовал, что взволнован уходом персонажа, потому что я чувствовал, что это то, чему я мог бы отдать всего себя на некоторое время, прежде чем сказать ему „мир“… Это дало мне определённую свободу пытаться делать свою лучшую работу и смириться с этим, как только он переживёт свою кончину». Элайджа Бут исполняет роль молодого Стоукса.
Али описал Стоукса как «злодея типа „Крёстного отца“», в то время как глава Marvel Television Джеф Лоуб назвал его «другим героем истории», продолжая традицию предыдущих злодеев Marvel от Netflix Уилсона Фиска и Килгрейва. Али чувствовал, что Стоукс «по-своему сложен. Он тот, кто относится к вещам иначе, чем обычный человек, включая меня». Шоураннер Чео Ходари Кокер, бывший музыкальный журналист, сказал, что поведение рэпера Бигги Смоллса, с которым Кокер дружил, пронизывает «Люка Кейджа», но особенно повлияло на его версию Щитомордника. Али, который создает микстейпы для каждого из персонажей, которых он изображает, чтобы «звучно, у персонажа был саундтрек», заявил, что его микстейп для Щитомордника учитывал тот факт, что он был из Гарлема, и включал песни от Big L, Diamond D, Brand Nubian, Ди Энджело, Mobb Deep, Канье Уэста и Эрики Баду.

### Мисти Найт
Мерседес Келли «Мисти» Найт (актриса — Симон Миссик) — детектив 29-го участка и напарница Рафаэля Скарфа с сильным чувством справедливости, которая полна решимости узнать о Кейдже побольше. Потеряв правую руку в столкновении с Бакуто, она возвращается в полицию, а Клэр Темпл и Коллин Винг помогают ей справиться с тем, что у неё одна рука. Позже Дэнни Рэнд и Коллин Винг дарят ей роботизированную руку.
Когда в сентябре 2015 года было объявлено, что Миссик получила роль Найт, она описала персонажа как «свою собственную личность. Она не жена. Она не подружка. Она не сторонняя подруга». Далее Миссик сказала, что Мисти Найт — «человек с очень сильными моральными принципами, которая абсолютно предана защите своего сообщества», добавив, что её самым гордым моментом в игре персонажа был тот факт, что она «верит в систему, несмотря ни на что… [в] наши нынешние времена трудно поверить в систему». Насчёт подхода к персонажу, Миссик решила не читать комиксы, чтобы избежать ожиданий фанатов, и вместо этого сосредоточиться на создании своей версии персонажа. В сериале Найт обладает тем, что Миссик назвала «сверхспособностью», называемой «видением Мисти», которое позволяет ей взглянуть на место преступления и сделать вывод о том, что произошло.

### Эрнан «Шейдс» Альварес

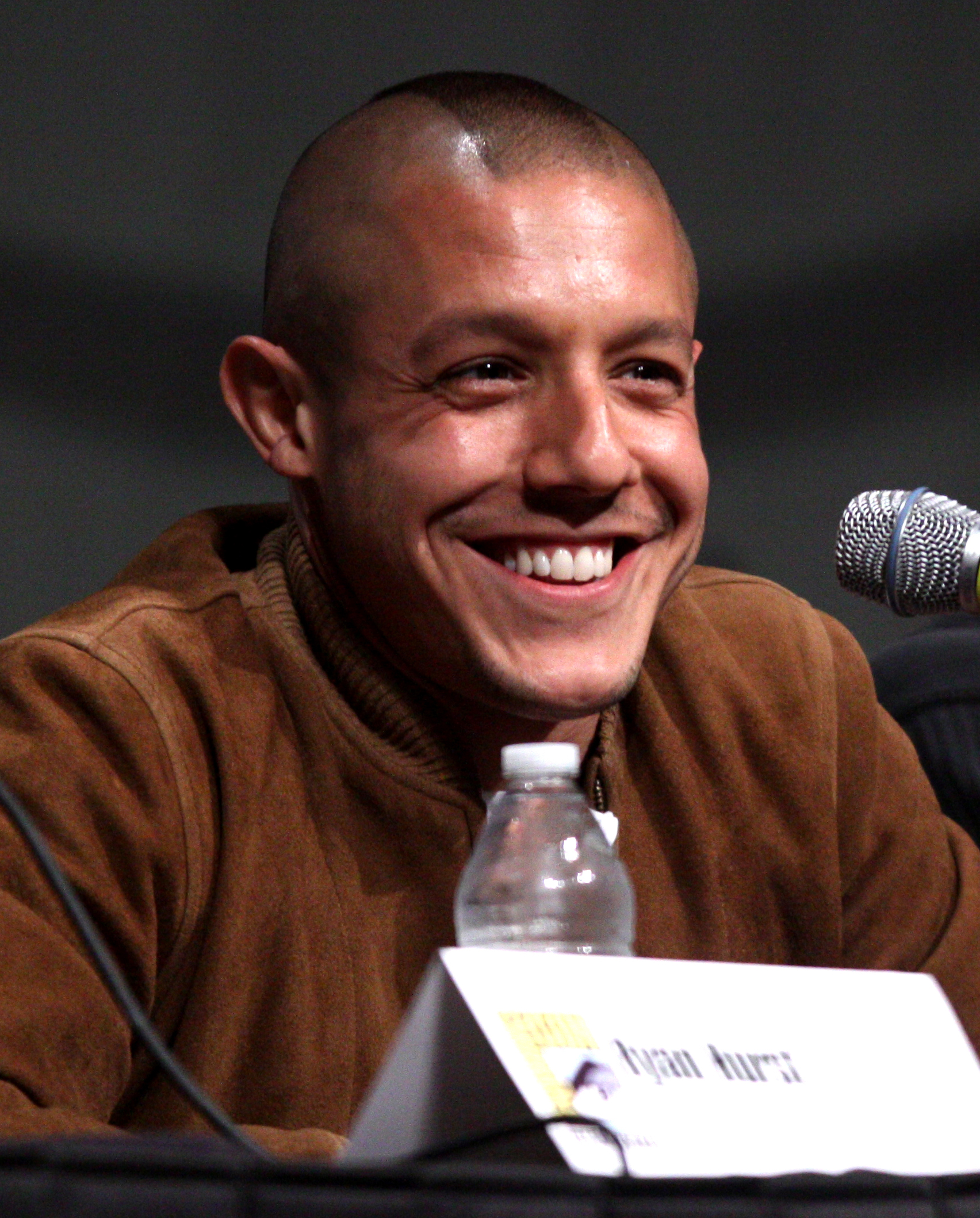
Тео Росси

Эрнан «Шейдс» Альварес (актёр — Тео Росси) — безжалостный, угрожающий, ловкий и манипулирующий уличный преступник, работающий на Гремучниак и имеющий связи с прошлым Кейджа, когда они были заключёнными в тюрьме Сигейт. К концу второго сезона Шейдса арестовывают за убийство Кэндис Миллер и Команча.
В сентябре 2015 года было объявлено, что Росси получил роль Шейдса. Лоуб назвал Шейдса «чем-то вроде Мизинца из „Люка Кейджа“», «абсолютным оппортунистом». Большую часть сериала он носит солнцезащитные очки и исследовал «Сорвиголову» и актёрскую игру Чарли Кокса, поскольку он не мог использовать свои глаза для игры, подобно Коксу в роли Мэтта Мёрдока.

### Уиллис Страйкер / Гремучник

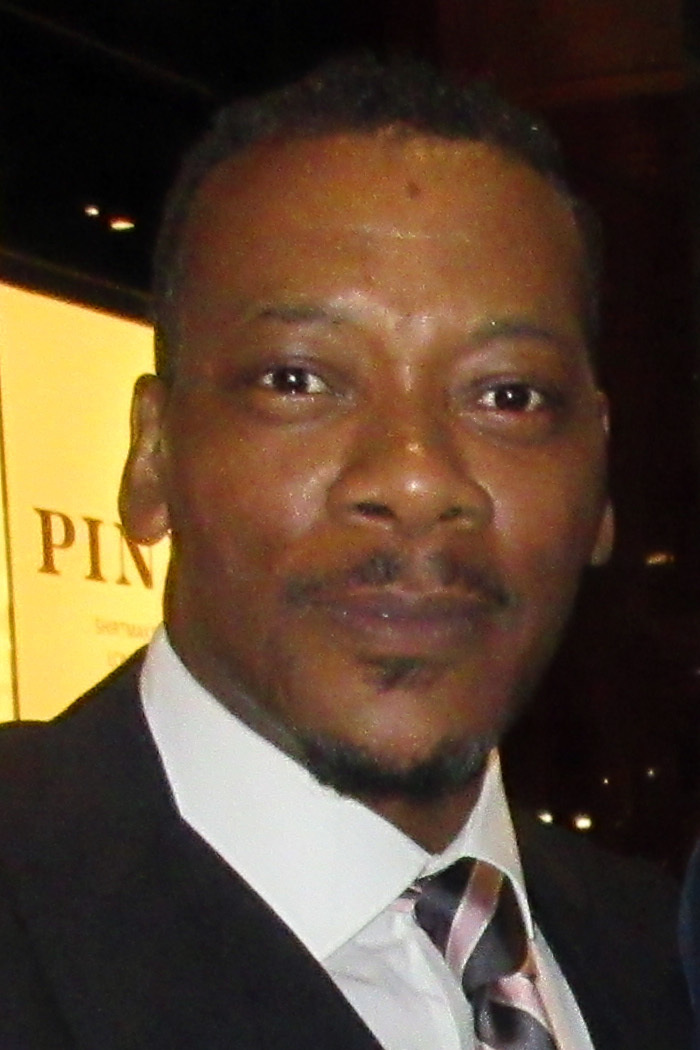
Эрик ЛяРэй Харви

Уиллис Страйкер (актёр — Эрик ЛяРэй Харви) — влиятельный торговец оружием, сводный брат Кейджа и тот, кто обвинил его в преступлении, из-за которого он попал в тюрьму Сигейт. Позже он устраивает разборку с Люком Кейджем возле парикмахерской Папы, щеголяя в экзо-костюме. Люку удаётся победить Гремучника, которого арестовывает полиция. Позже Люк рассказывает Джессике Джонс, что отправил Страйкера в тюрьму Рафт.
В марте 2016 года фотографии со съёмочной площадки показали, что Харви взяли на роль Страйкера в сериале. Marvel официально не объявляла об этом до выхода сериала, и Харви согласился не делать никакой рекламы сериалу, чтобы не «портить изюминку» того, что Страйкер является главным злодеем сериала. Харви решил не читать комиксы, чтобы узнать больше о персонаже, чтобы «не мешать тому, что мы пытались сделать, и не затуманивать моё суждение», вместо этого положившись на Кокера в разработке версии Страйкера 2016 года, включая корректировку его предыстории, чтобы он был сводным братом Карла Лукаса. Тем не менее, Кокер постарался привнести в сериал как можно больше версии персонажа из комиксов, включая адаптацию костюма персонажа из комиксов к броне, которая позволяет Страйкеру соответствовать суперсиле Кейджа. Джаред Кемп изображает подростка-Страйкера.
Харви говорил о незаконнорожденности персонажа, говоря: «Моего персонажа всю его жизнь называли ублюдком. Как это заставляет человека действовать? Как бы вы себя чувствовали, если бы ваше детство было незаконным, игнорируемым и замалчиваемым? Вот что движет Уиллисом… Его отправляют за решётку из-за действий его отца, а потом, когда он попадает в тюремную систему, его просто пытают. После всего этого его разум был искажён, и у него развилась чувствительность, почти психопатическая». Что касается стиля боя персонажа, Харви работал с координатором боёв сериала, чтобы придать Страйкеру «быстрые, действительно быстрые мазки и скольжение» в его движениях, «потому что он очень неуловим», учитывая, что «Гремучник» назван в честь вида змей. Персонажа всегда можно увидеть улыбающимся, когда он пытается убить или порочит имя Кейджа, что является «просто его способом справиться со своей болью. Он улыбается сквозь свою боль».

### Клэр Темпл

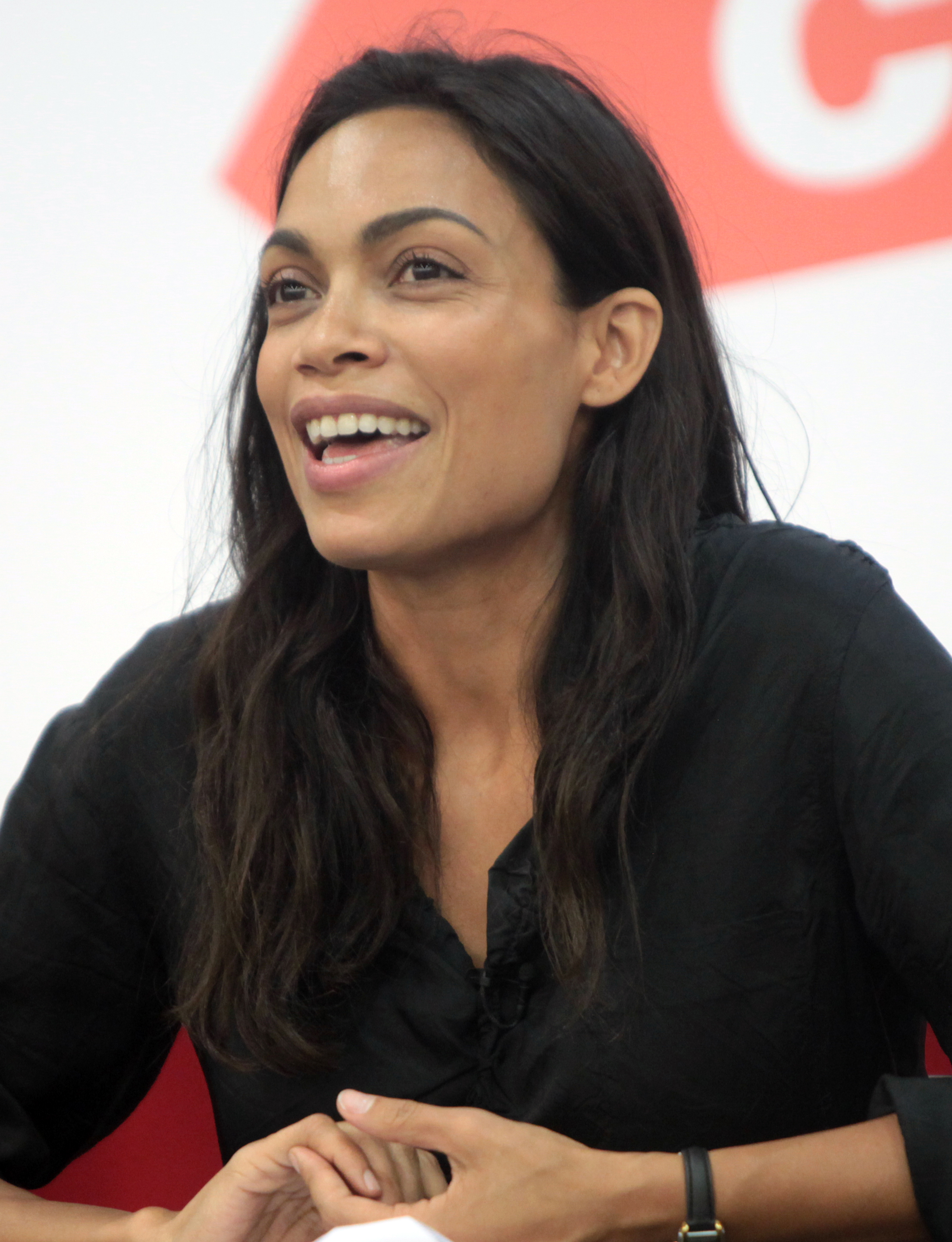
Розарио Доусон

Клэр Темпл (актриса — Розарио Доусон) — медсестра из Адской кухни, чья дружба с Кейджем повлияет на их жизни.
В ноябре 2015 года было подтверждено, что Доусон вновь исполнит свою роль Темпл из предыдущих сериалов Marvel от Netflix. «Потому что она играет медсестру, которая, по сути, оказывается в нужном месте в нужное время, и она очень хороша в оказании помощи супергероям, которые в ней нуждаются, и я думаю, вы увидите кое-что из этого в „Люке Кейдже“», — сказал Колтер. «В конечном счёте, я думаю, она станет очень хорошим компаньоном для Люка. Я думаю, что она — тот, кто нужен Люку в его жизни в данный момент».

### Мэрайя Стоукс-Диллард

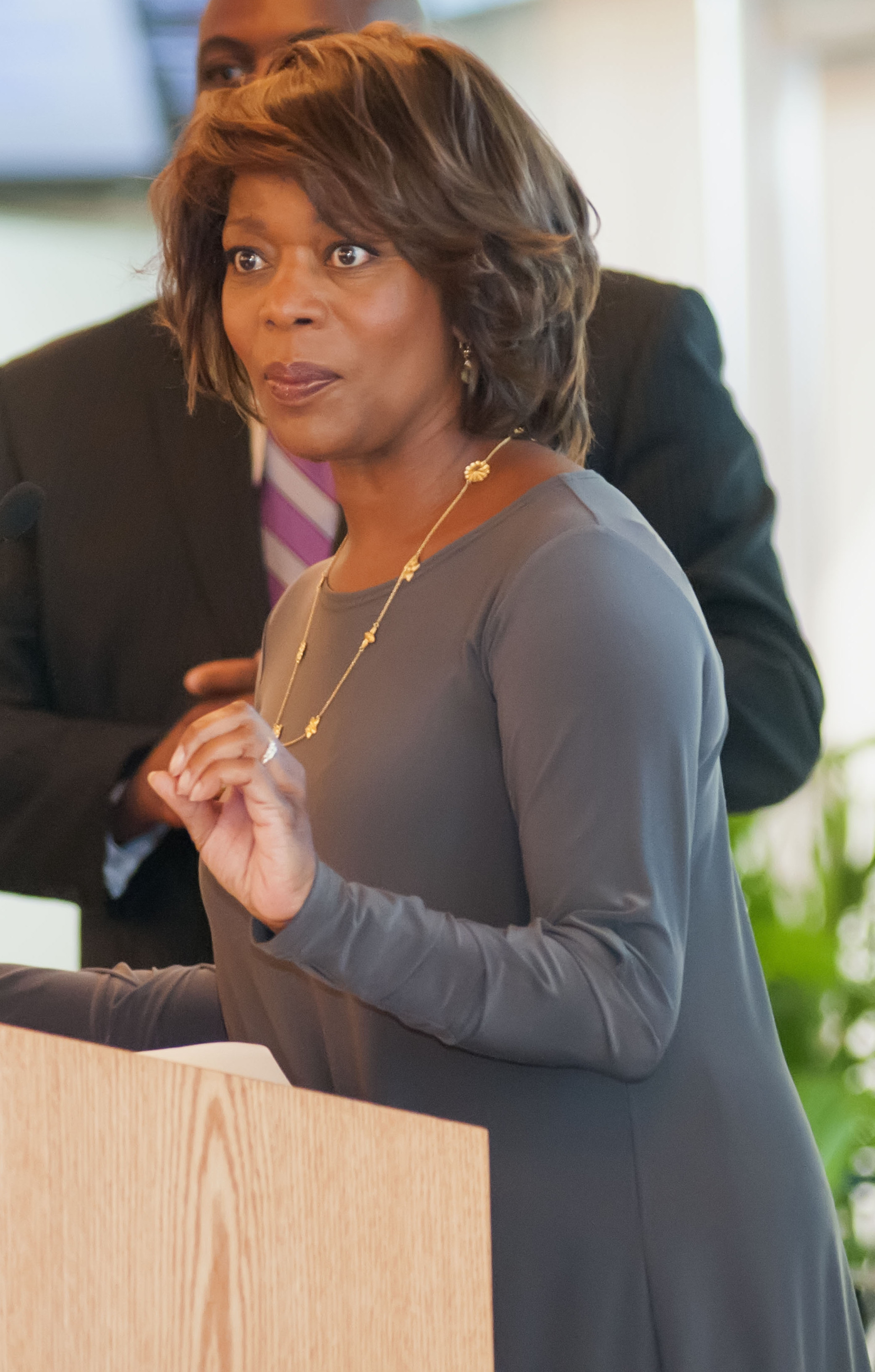
Элфри Вудард

Мэрайя Стоукс-Диллард (актриса — Элфри Вудард) — член местного совета, двоюродная сестра Стоукса и мать Тильды Джонсон, стремящаяся внести перемены в Гарлем, чья жизнь «повергнута в смятение» действиями Кейджа и Стоукса. К концу второго сезона, приняв свою настоящую фамилию Стоукс, Мэрайю арестовывают за свою незаконную деятельность, после чего её тайно отравляет Тильда в её тюремной камере и она умирает от яда.
В августе 2015 года Вудард, которая исполнила Мириам Шарп в фильме КВМ «Первый мститель: Противостояние», вела переговоры о присоединении к актёрскому составу, и в следующем месяце она была утверждена в качестве члена основного актёрского состава сериала, получив роль друго персонажа Диллард. Вудард, которая живёт в Гарлеме, чувствовала, что сценарии к эпизодам были одними из «самых умных сценариев, с которыми я когда-либо сталкивалась», и была убеждена присоединиться к проекту после того, как Кокер доказал свою любовь к Гарлему и его культуре. Версия персонажа сериала значительно отличается от Чёрной Мэрайи из комиксов, поскольку она сама не обязательно является преступницей, хотя она действительно чувствует ответственность перед своей семьёй, в которую входит и Стоукс. Чтобы отдать дань уважения её происхождению, Кокер хотел дать героине прозвище «Чёрная Мэрайя», с чем Вудард согласилась, если оно будет использоваться разумно. Это прозвище в конечном счёте используется Стоуксом как личное оскорбление из их прошлого совместного детства, в отместку за словесные нападки Диллард на него. Меган Миллер исполняет роль молодой Диллард.

### Тильда Джонсон

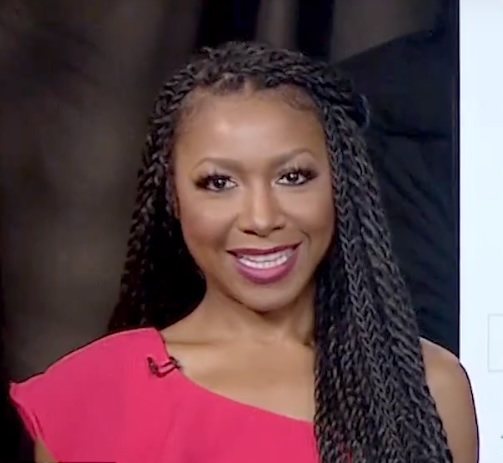
Габриэль Деннис

Тильда Джонсон (актриса — Габриэль Деннис) — врач-холист, которая не может оставаться в стороне от неприятностей в Гарлеме. Она является дочерью Мэрайи Диллард в результате одного из её изнасилований от рук Пистолета Пита.
В июле 2017 года было объявлено, что Деннис присоединилась к сериалу во втором сезоне.

### Джон Макивер / Бушмастер

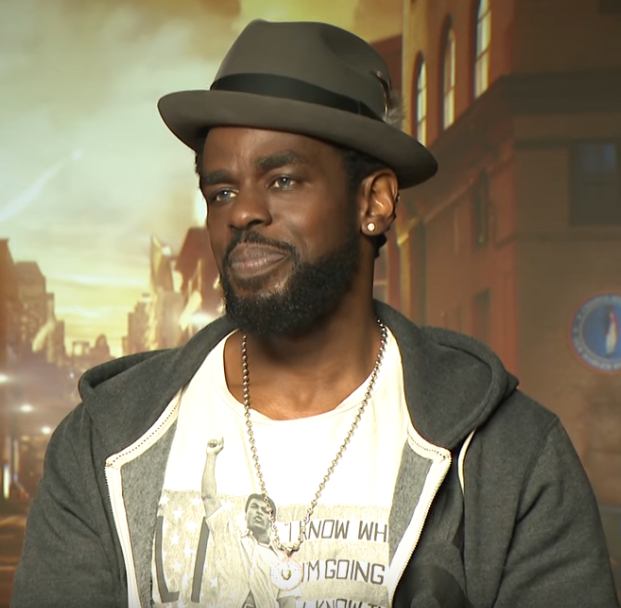
Мустафа Шакир

Джон Макивер / Бушмастер (актёр — Мустафа Шакир) — прирождённый лидер, сосредоточенный на Гарлеме и мести. Он является лидером ответвления Ярди под названием Стайлеры, где он ведёт личную вендетту против семьи Стоуксов за то, что они обманули его семью. Используя препарат под названием «Паслён», Бушмастер приобретает достаточную суперсилу, чтобы противостоять Люку Кейджу. К концу второго сезона Бушмастера увозят обратно на Ямайку с трупом его дяди, чтобы он восстановил силы и помог своей тёте устроить дяде достойные похороны.
В июле 2017 года было объявлено, что Шакир присоединился к сериалу во втором сезоне.

### Коллин Винг

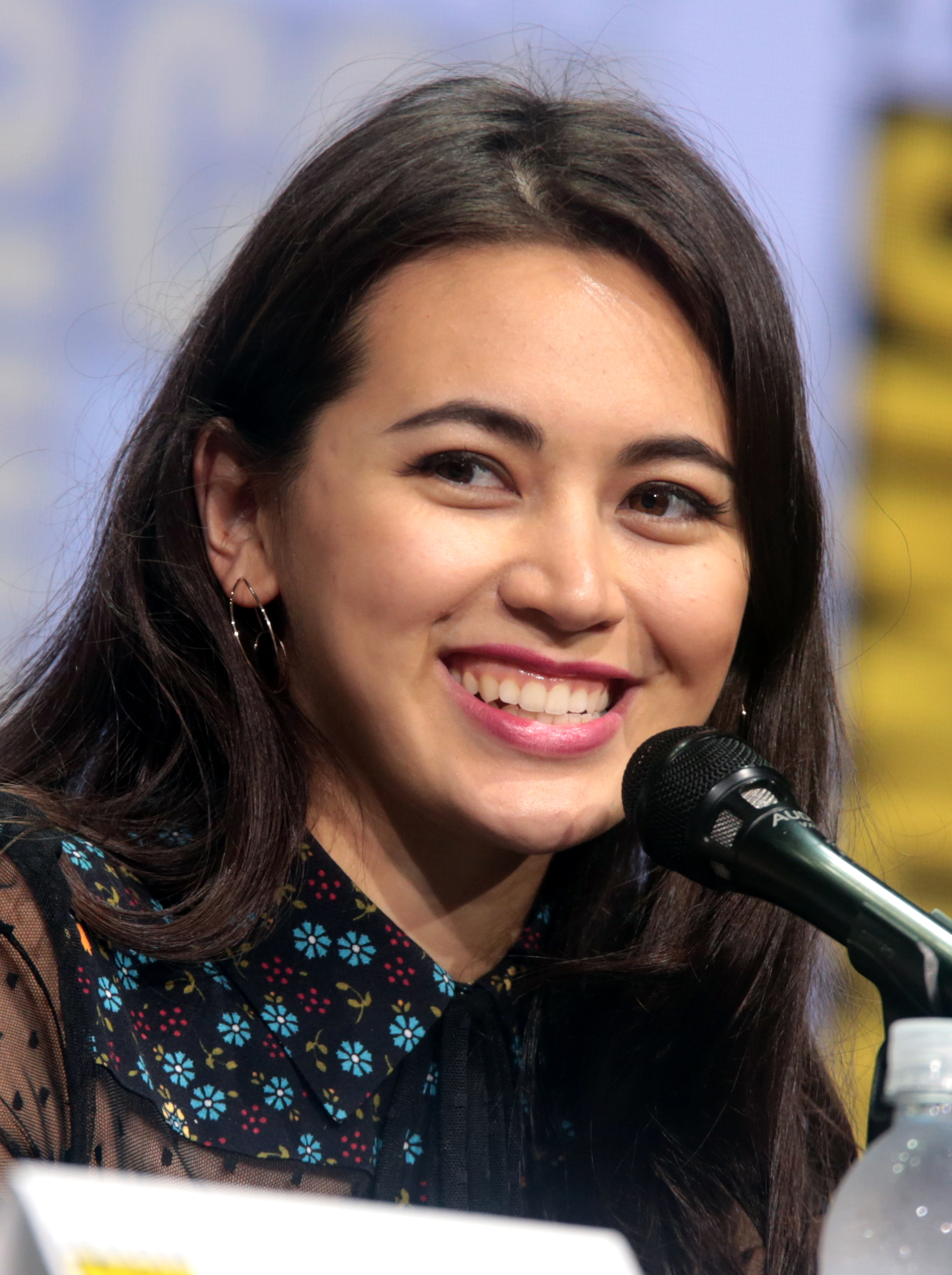
Джессика Хенвик

Коллин Винг (актриса — Джессика Хенвик) — бывший член Руки, любовница Рэнда и владелица додзё в Нью-Йорке.
Коллин помогает Мисти Найт, обучая её сражаться одной рукой. Когда они с Мисти Найт выпивают в баре, на них нападает мистер Фиш. Коллин побеждает приспешников мистера Фиша, а Мисти Найт побеждает мистера Фиша. Позже Коллин вместе с Дэнни Рэндом дарят Мисти Найт роботизированную руку взамен той, которую она потеряла.

### Дэнни Рэнд / Железный кулак

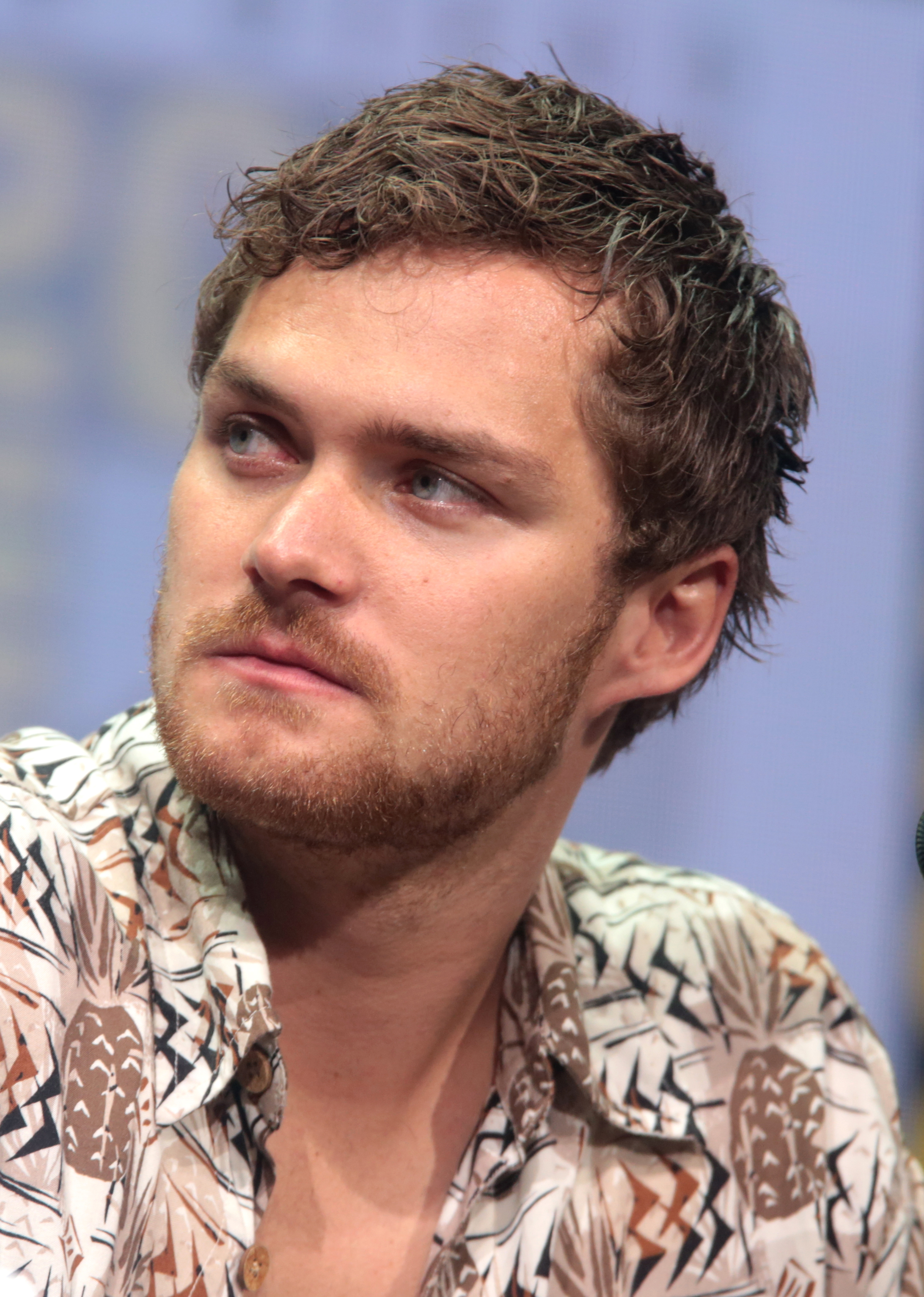
Финн Джонс

Дэнни Рэнд / Железный кулак (актёр — Финн Джонс) — буддистский монах-миллиардер, со-генеральный директор «Rand Enterprises» и эксперт по боевым искусствам, обладающий способностью вызывать мистическую силу Железного Кулака, с которым Люк сотрудничал во время своего расследования Руки во время событий в «Защитниках».
Дэнни Рэнд и Коллин Винг дарят Мисти Найт роботизированную руку взамен той, которую она потеряла. Позже он помогает Люку Кейджу в поисках Бушмастера.

### Блейк Тауэр
Блейк Тауэр (актёр — Стивен Райдер) — помощник окружного прокурора Нью-Йорка. Впервые его видели возле «Гарлемского рая», где Гремучник удерживал заложников. Во втором сезоне он подал в суд на Мэрайю Диллард после предъявления ей обвинения.

## Второстепенные персонажи
Ниже приведён список приглашённых звёзд, которые появляются в повторяющихся ролях на протяжении всего сериала. Персонажи перечислены по работам в КВМ или сезонах, в которых они впервые появились.

### Представленные в других телесериалах

#### Бенджамин Донован
Бенджамин Донован (актёры — Дэнни Джонсон и Чондре Холл-Брумфилд) — адвокат, известный тем, что представлял интересы таких известных преступников, как Стоукс, Диллард и Уилсон Фиск.
Джонсон вновь исполняет свою роль из «Сорвиголовы».

### Представленные в первом сезоне

#### Рафаэль Скарф
Рафаэль Скарф (актёр — Фрэнк Уэйли) — упрямый полицейский детектив из 29-го участка полиции Нью-Йорка и партнёр Мисти Найт, который находится в кармане у Стоукса. После того, как Стоукс обманул его и застрелил его, Рафаэль позже умер на руках Мисти. Позже выяснилось, что он приложил руку к освобождению 30 преступников, включая Донтрелла «Таракана» Гамильтона, арест которого он организовал.
Появление Уэйли в роли Скарфа было анонсировано вместе с основным актёрским составом сериала в сентябре 2015 года. Актёр описал отношения Скарфа и Мисти Найт как отношения с «большой любовью и уважением друг к другу», учитывая, что Скарф «является наставником Мисти… [который] ввёл её в курс дела. У неё был необузданный талант, который он, в отличие от других людей в полиции, лелеял». Когда выясняется, что Скарф коррумпирован, также выясняется, что у него был сын, который сейчас мёртв. Уэйли сказал по этому поводу: «Это придаёт парню определённую сложность… он очень конфликтный парень, и, вероятно, у него много проблем по мере продолжения шоу, из-за чего-то в его прошлом, что привело его на этот путь. Я знаю, что он надёжен со своим партнёром. Я думаю, у него доброе сердце». На изображение Уэйли отношений Скарфа с Мисти Найт не повлияло сообщение персонажа о том, что он находится в кармане у Стоукса, поскольку Уэйли не знал об этом до эпизода, прежде чем это было раскрыто.

#### Бобби Фиш
Бобби Фиш (актёр — Рон Сефас Джонс) — местный шахматный мастер и друг Папы и Кейджа.

#### Доминго Колон
Доминго Колон (актёр — Джейкоб Варгас) — главарь банды из Испанского Гарлема и деловой партнёр Стоукса и Диллард. Он был убит Гремучником.

#### Лонни Уилсон
Лонни Уилсон (актёр — Дариус Калеб) — молодой парень из Гарлема. Он встречает Люка Кейджа, который присматривает за Лонни на улицах. Лонни взят под стражу для допроса о Кейдже, и детектив Дорси жестоко избивает его. Это приводит к тому, что избиение Лонни распространяется через средства массовой информации коррумпированным политиком для их собственной выгоды. Он сторонник Люка Кейджа, потому что знает, что Кейдж невиновен в преступлениях, которые он якобы совершил.

#### Конни Лин
Конни Лин (актриса — Джейд Ву) — одна из владелиц ресторана Чингис Конни, расположенного под квартирой Кейджа.

#### Кэндис Миллер
Кэндис Миллер (актриса — Дебора Айоринде) — официантка Гарлемского рая, которой Мэрайя платит за то, чтобы она ложно обвинила Люка в убийстве Щитомордника. После того, как Мисти заставляет её признаться в правде, позже она была убита Шейдсом после боя Люка Кейджа с Гремучником.

#### Марк Бэйли
Марк Бэйли (актёр — Джастин Суэйн) — офицер полиции Нью-Йорка в 29-м участке, специализирующийся на аналитике. Он становится партнёром и другом Найт. После того, как Мисти Найт потеряла правую руку во время боя с Бакуто, Марка перевели к Нанди Тайлер, пока её не разоблачили за доносительство на Бушмастера.
Суэйн был выбран на роль Бэйли после слепого прослушивания и не узнал, что прослушивался для сериала «Люк Кейдж», пока позже не получил электронное письмо с приветствием его в КВМ. Первоначально у персонажа Бэйли должна была быть вступительная сцена в пятом эпизоде, устанавливающая его отношения с Найт в сериале, но в конечном итоге сцена была вырезана. В сценарии упоминалось, что Бэйли снимает очки в одной из сцен, поэтому Суэйн принёс на съемочную площадку очки своей жены. Во время своей первой сцены Суэйн «рассматривал что-то вблизи по рецепту моей жены, и у меня начала кружиться голова», и он быстро снял очки, что «стало характерной чертой Бэйли. Он смотрел наверх и быстро снимал очки». Суэйн чувствовал, что его персонаж был оригинальным для сериала, несмотря на то, что существует персонаж с аналогичным именем, появляющийся в комиксах про Людей Икс, которого Суэйн «довольно глубоко откапывал», пытаясь найти его.

#### Зип
Зип (актёр — Джейден Кейн) — гангстер, который обеспечивает мускулом Щитомордника. После смерти Щитомордника, Гремучник назначает Зипа своим второстепенным советником, уступая только Шейдсу. После того, как Гремучник и Шейдс поссорились, Гремучник предлагает сделать Зипа своим заместителем, если он убьёт Шейдса. Зип пытается задушить Шейдса в грузовом лифте, но Шейдс сопротивляется, хватает пистолет и убивает обоих мужчин, сопровождавших Зипа. Заставив Зипа признаться в двуличии Гремучника, Шейдс стреляет ему в голову.

#### Шугар
Шугар (актёр — Шон Рингголд) — один из людей Стоукса. После смерти Щитомордника он пошёл работать на Гремучника и Мэрайю Диллард. Когда Диллард начала раскручиваться во время её войны с Бушмастером, он уволился и перешёл к Люку Кейджу, где сейчас работает на него.

#### Меган Макларен
Меган Макларен (актриса — Дон-Лиэн Гарднер) — репортёр WJBP-TV.

#### Дэйв «Д.В.» Гриффит
Дэйв «Д.В.» Гриффит (актёр — Джеремайя Ричард Крафт) — молодой парень, продающий видео с супергероями в действии.

#### Команч
Дариус «Команч» Джонс (актёр — Томас К. Джонс) — заключённый тюрьмы Сигейт, который работал на Ракхэма и был сокамерником Шейдса. Выйдя на свободу, он присоединяется к своему партнёру в качестве одного из приспешников Мэрайи Диллард. Позже Шейдс был вынужден убить Команча, когда узнал, что тот был информатором Тома Риденауэра.

#### Ноа Бёрстин
Ной Бёрстн (актёр — Майкл Кострофф) — врач в Сигейте, который наделил Лукаса его способностями благодаря его экспериментам.

#### Темби Уоллес
Темби Уоллес (актриса — Тихуана Рикс) — репортёр новостей.

#### Алекс Уэсли
Алекс Уэсли (актёр — Джон Кларенс Стюарт) — ассистент Мэрайи Диллард. К концу второго сезона Алекс был среди тех, кого убили, чтобы избежать дачи показаний против Мэрайи. Это привело к тому, что Тильда попыталась отравить свою мать.

#### Присцилла Ридли
Присцилла Ридли (актриса — Карен Питтман) — инспектор 29-го участка полиции Нью-Йорка и бывшая сестра Мэрайи Диллард по женскому клубу, которая подчиняется Мисти Найт. Во втором сезоне Присциллу повысили до заместителя начальника полиции.

#### Джеймс Лукас
Джеймс Лукас (актёр — Редж Э. Кэти) —- пастор и отец Люка Кейджа. У них натянутые отношения из-за тюремного заключения Кейджа и его собственной измены с Даной Страйкер.

### Представленные во втором сезоне

#### Рэймонд «Пиранья» Джонс
Рэймонд «Пиранья» Джонс (актёр — Чаз Ламар Шепард) — криминальный авторитет с Уолл-стрит, имеющий связи с семьёй Стоуксов и одержимый Люком Кейджем. Позже он был убит Бушмастером, который оставил его голову в аквариуме Мэрайи Диллард, наполненном пираньями.

#### Шелдон Шоу
Шелдон Шоу (актёры — Кевин Мамбо и Антуэйн Экклстон) — правая рука Бушмастера и член Стайлером. После того, как Бушмастера увозят обратно на Ямайку с трупом его дяди, Шелдон посещает парикмахерскую Папы, чтобы сообщить Люку, что Бушмастер ушёл, и выказывает Люку некоторое уважение.

#### Стефани Миллер «Билли»
Стефани Миллер (актриса — Тара Роджерс) — эскорт-девушка, нанятая Мэрайей Диллард, которая переименовывает её в Билли, пытаясь использовать её в своей последней схеме.

#### Том Риденауэр
Том Риденауэр (актёр — Питер Джей Фернандес) — капитан полиции и новый начальник Мисти Найт, который не одобряет стиль правосудия Кейджа. У него был информатор в виде Команча, пока он не был убит им, когда Шейдс находился поблизости.

#### Нанди Тайлер
Нанди Тайлер (актриса — Антоник Смит) — детектив и давняя соперница Мисти Найт. Позже её арестовывают Мисти Найт и Присцилла Ридли после того, как они обнаруживают, что она встала на сторону Бушмастера.

#### Пол «Ананси» Макинтош
Пол «Ананси» Макинтош (актёр — Сар Нгауджа) — дядя Бушмастера и бывший преступник, который управляет ямайским баром под названием «Gwen's», названным в честь его невестки Гвен Макивер. Позже его убивает Мэрайя Диллард. Смерть Пола заставляет Бушмастера и Ингрид отвезти его домой на Ямайку, чтобы устроить ему достойные похороны.

#### Ингрид Макинтош
Ингрид Макинтош (актриса — Хизер Алиша Симмс) — жена Ананси и тётя Бушмастера, управляющая ямайским баром. Она пережила резню, устроенную Мэрайей Диллард, и помогает Бушмастеру отвезти труп Ананси обратно на Ямайку, чтобы устроить ему надлежащие похороны.

## Приглашённые персонажи
Ниже приведён дополнительный список приглашённых звёзд, которые появляются в небольших ролях или играют значительные эпизодические роли. Персонажи перечислены по работам в КВМ или сезонах, в которых они впервые появились.

### Представленные в других телесериалах
- Рива Коннорс (актриса — Париса Фитц-Хенли; впервые появляется в первом сезоне): Покойная жена Кейджа, которая начинала как тюремный психотерапевт Сигейта.[54][63]
- Тёрк Барретт (актёр — Роб Морган; впервые появляется в первом сезоне): Торговец оружием.[64]
- Триш Уокер (голос — Рэйчел Тейлор; впервые услышана в первом сезоне): Лучшая подруга Джессики Джонс, которая работает радиоведущей.[41]
- Франклин «Фогги» Нельсон (актёр — Элден Хенсон; впервые появляется во втором сезоне): Адвокат в Hogarth, Chao & Benowitz, который представляет Люка Кейджа.[65]
- Хай-Цинь Ян (актёр — Генри Юк; впервые появляется во втором сезоне): Лидер Яньси Гонгши, который заключил непростой союз с Дэнни Рэндом.

### Представленные в первом сезоне
- Генри «Папа» Хантер (актёры — Фрэнки Фэйзон и Эдвин Фримен): Исправившийся гангстер и владелец парикмахерской, которого считают отцом Гарлема. Он был убит Тоуном.[66][63][67]
- Патриша Уилсон (актриса — Кассандра Фримен): Мать Лонни Уилсона и адвокат, которая заинтересована в Кейдже.
- Уилфредо «Чико» Диас (актёр — Брайан «Сене» Марк): Местный парень, который оказывается замешанным в преступлении. Ключевой свидетель, он был убит коррумпированным детективом Скарфом.[46]
- Джин Лин (актёр — Клем Чун): Один из владельцев ресторана Чингис Конни.[50]
- Тоун (актёр — Уорнер Миллер): Один из людей Стоукса, который руководил нападением на парикмахерскую Папы. Он погибает, когда Стоукс сбрасывает его с крыши Гарлемского рая за то, что случилось с Папой.
- Альберт Ракхэм (актёр — Чанс Келли): Коррумпированный охранник тюрьмы Сигейт, который вербует Карла Лукаса на бойцовский ринг для заключённых. Он погиб в результате несчастного случая, который дал Люку Кейджу его способности.[68]
- Реджи (актёр — Крэйг Грант): Заключенный тюрьмы Сигейт, с которым дружит Лукас. Он убит за кадром по приказу Ракхэма.
- Перес (актёр — Мэнни Перес): Лейтенант 29-го участка полиции Нью-Йорка, работающий на Стоукса.
- Соледад Темпл (актриса — Сония Брага): Мать Клэр Темпл.[69]
- Бетти Одри (актриса — Соня Сон): Капитан полиции 29-го участка полиции Нью-Йорка, которая берёт на себя ответственность за разоблачение коррупции в своём участке.[70]
- Мама Мейбл (актриса — Латаня Ричардсон Джексон): Бабушка Корнелла Стоукса и Мэрайи Диллард, которая возглавляла криминальную семью Стоуксов, когда они были молоды
- Пистолет Пит (актёр — Кёртисс Кук): Шурин и правая рука Мамы Мейбл, который сексуально надругался над Диллард, когда она была маленькой. Одно из таких мероприятий привело к тому, что Мэрайя родила Тильду. Мейбл заставила Корнелла убить Пита.
- Деймон Бун (актёр — Кларк Джексон):[41] Соперник Диллард в совете Гарлема. Позже он был похищен и убит Гремучником.
- Дана Страйкер (актриса — Натали Пол): Мать Уиллиса Страйкера.
- Эстер «Этта» Лукас (актриса — Джонис Эбботт-Пратт): Мать Кейджа и жена Джеймса. Основана на персонаже комиксов, которая впервые появилась в Cage #3 (июнь 1992).
- Марио Грин (актёр — П. Дж. Маршалл): Лейтенант подразделения экстренной службы 29-го участка полиции Нью-Йорка.
- Донни Чанг (актёр — Эндрю Панг): Детектив 29-го участка полиции Нью-Йорка.

Стэн Ли появляется в качестве камео в виде фотографии в сериале, той самой, которую можно увидеть в предыдущих сериалах Marvel от Netflix. В «Железном кулаке» персонаж Ли идентифицирован как капитан полиции Нью-Йорка Ирвинг Форбуш.
Рафаэл Садик, d-Nice, Фейт Эванс, Чарльз Брэдли, Джиденна, Dapper Dan, The Delfonics, Клифф «Method Man» Смит, Суэй Кэллоуэй, Хэзер Б., Sharon Jones & The Dap-Kings, и Fab Five Freddy появляются в качестве самих себя.

### Представленные во втором сезоне
- Артуро Рей «Эль Рэй» III (актёр — Отто Санчес): Наркоторговец, прикрывающийся видом продавца мебели, который пытается купить активы Диллард.[79] Позже он был убит Шейдсем и Команчем.
- Донтрелл «Таракан» Гамильтон (актёр — Дориан Миссик): Бандит низкого уровня, работающий под началом своего работодателя Пираньи Джонса.[80] Позже он был убит и обезглавлен Бушмастером.
- Дреа Пауэлл (актриса — Мишель Бек): Подружка Таракана Гамильтона, которая страдает от жестокого обращения с его стороны.
- С. Дж. Пауэлл (актёр — Кристофер Кинг): Сын Таракана Гамильтона, который равняется на Люка Кейджа и пытается защитить свою маму.
- Мортимер «Мистер Рыба» Норрис (актёр — Хаким Кэллендер): Мелкий преступник, который хочет отомстить Мисти Найт за то, что она заключила его брата Билла в тюрьму Даннемора.[81][82]
- Гидеон Шоу (актёр — Р.А. Гиранд): Старый друг Бушмастера, который находится в заключении. Мисти Найт обращается к нему за информацией.
- Марк Хиггинс (актёр — Джордж Уотсон): Генеральный директор Atreus Plastics и один из «союзников» Мэрайи Диллард, которых она шантажировала, чтобы они продолжили слияние. Позже он был убит и обезглавлен Бушмастером.
- Андре «Рэй-Рэй» Джексон (актёр — Лос Джонс): Личный помощник Шейдса. Позже он был убит и обезглавлен Бушмастером.
- Найджел Гаррисон (актёры — Макк Х. Плез и Алекс Аллен): Лидер Ярди и соперник Мэрайи Диллард, убитый Бушмастером.
- Детектив Томас Сиансио (актёр — Рей Лукас): Друг Мисти, работающий в Бруклине, у которого есть информация о Бушмастере и о том, откуда он родом.
- Венди Даннавант (актриса — Кэролин Мишель Смит): Подруга и советник Диллард, которая предлагает ей воссоединиться со своей дочерью Тильдой.
- Джанис Джонс (актриса — ЛаТоня Броси): Мать Команча, которая оплакивает его смерть. Позже она презирает Шейдса, когда узнаёт, что он ответственен за смерть её сына.
- Калинда «Подсолнух» Рейнольдс (актриса — Делисса Рейнольдс): Бывшая проститутка, последовательница Пистолета Пита и заключённая тюрьмы Райкерс, которая знала Диллард. Была убита ею.
- Розали Карбоне (актриса — Аннабелла Шиорра): «Влиятельный игрок» преступного мира с планами на Гарлем.[83]

Стэн Ли вновь появляется в качестве камео в этом сезоне в виде листовки.
Фейт Эванс, Joi & D-Nice, Гэри Кларк-мл., Эсперанса Сполдинг, Кристон «Kingfish» Инграм, Ghostface Killah, Стивен Марли, Jadakiss, KRS-One и Раким появляются в качестве самих себя.